# Efrén Vázquez

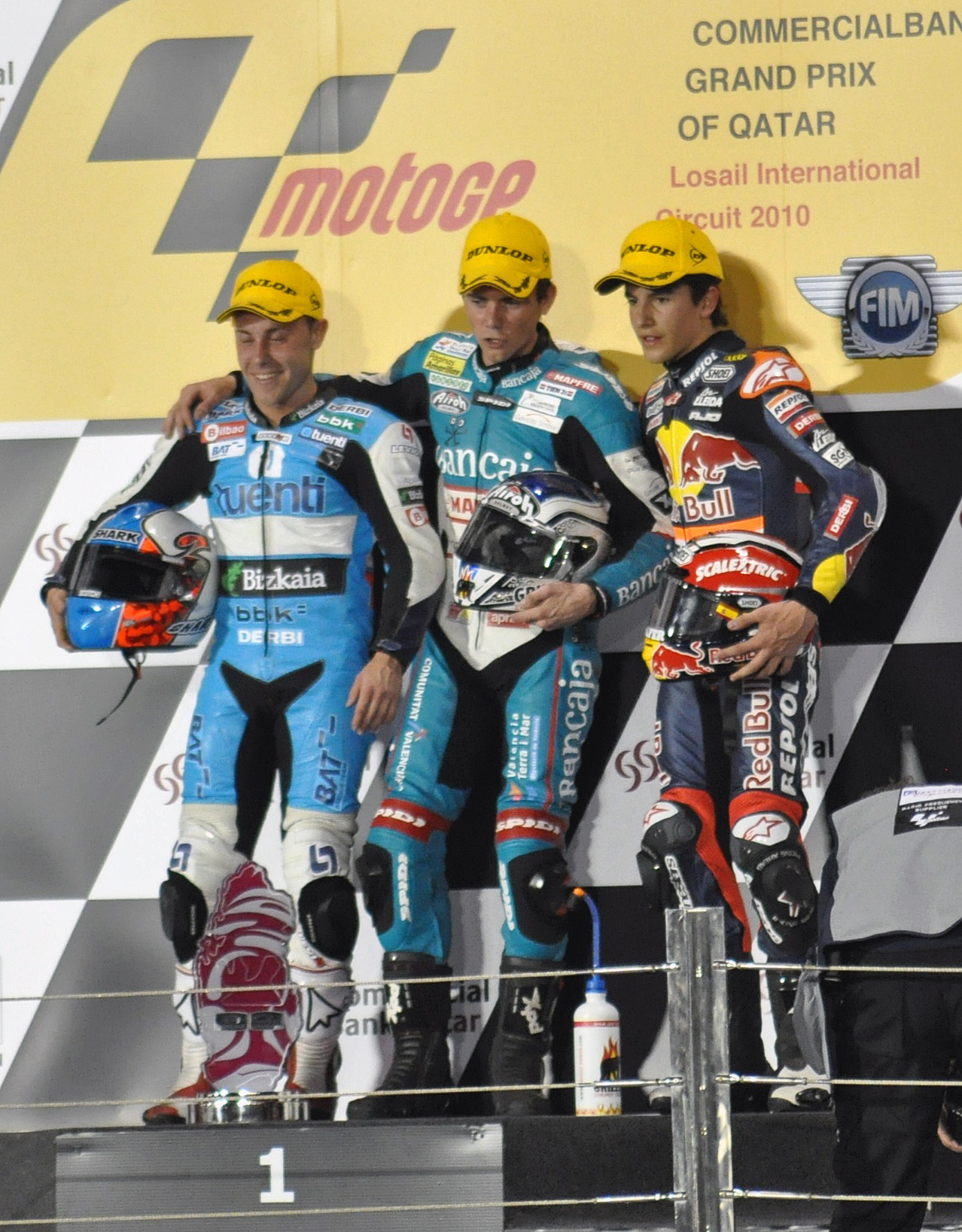
Efrén Vázquez längst till vänster på prispallen efter Qatars GP 2010 tillsammans med Nico Terol och Marc Márquez.

Efren Vázquez, född 2 september 1986 i Barakaldo i Baskien, är en spansk roadracingförare som 2015 tävlar för Kiefer Racing på en Honda i Moto3-klassen.

## Tävlingskarriär
Vázquez gjorde VM-debut 2007 i 250-klassen. Från 2008 till 2011 körde han i 125-klassen och därefter i Moto3. Bästa säsongerna i 125GP var 2009, då Vázquez tog en andraplats och en tredjeplats och blev femma i VM samt 2010 med två tredjeplatser och totalt sjua i VM. Från 2012 kör Vázquez Moto3. Roadracing-VM 2014 körde han för Saxoprint RTG på en fabriks-Honda och tog sin första Grand Prix-seger. Han vann Indianapolis Grand Prix den 10 augusti och följde upp med seger i Malaysias Grand Prix. Vázquez stod på prispallen ytterligare fem gånger 2014 och fick ihop 222 poäng vilket gav en fjärdeplats i VM.
Trots framgången 2014 fick Vázquez inget nytt kontrakt med teamet och han fanns ej med på FIM:s preliminära startlista för 2015. I november meddelades det dock att Vázquez skulle köra en fabriks-Honda för Kiefer Racing. Teamet som tävlade under namnet Leopard Racing fick stora framgångar. Danny Kent blev världsmästare och Vázquez tog fem pallplatser och kom åtta i VM. Det var hans sista säsong i Moto3 eftersom han är för gammal för att få tävla i den klassen. Roadracing-VM 2016 ska Vázquez köra i Moto2 för Iodaracing Project.

## Framskjutna placeringar
Uppdaterad till 2015-12-31.
| Nr | Grand Prix   | År   |
| -- | ------------ | ---- |
| 1  | Indianapolis | 2014 |
| 2  | Malaysia     | 2014 |

| Nr | Grand Prix | År   |
| -- | ---------- | ---- |
|    | 125GP      |      |
| 1  | Qatar      | 2010 |
|    | Moto3      |      |
| 2  | Spanien    | 2014 |
| 3  | Japan      | 2014 |
| 4  | Argentina  | 2015 |
| 5  | Tyskland   | 2015 |
| 6  | Australien | 2015 |

| Nr | Grand Prix  | År   |
| -- | ----------- | ---- |
|    | 125GP       |      |
| 1  | San Marino  | 2010 |
| 2  | Frankrike   | 2012 |
| 3  | San Marino  | 2012 |
|    | Moto3       |      |
| 4  | Qatar       | 2014 |
| 5  | Amerikas GP | 2014 |
| 6  | Katalonien  | 2014 |
| 7  | Amerikas GP | 2015 |
| 8  | Katalonien  | 2015 |